# ليكيورن
ليكيورن (بالإنجليزية: Leckihorn)‏ هو أحد جبال سلسلة جبال الألب ليبونتيني وجزء من القمة الأم Gross Muttenhorn يقع في كانتون فاليز وكانتون أوري، سويسرا. يبلغ ارتفاع الجبل حوالي 3068 متر، بينما يبلغ ارتفاع نتوء الجبل 222 متر.